# 希尼尔水库
希尼尔水库，位于中华人民共和国新疆维吾尔自治区库尔勒市市区以南20千米处，是孔雀河流域内一座注入式大（2）型平原水库。水库一期工程于2000年5月18日开工，2003年3月建成蓄水。水库大坝为砂砾石均质坝，大坝全长7.65千米，其中主坝长4.664千米，最大坝高20米；副坝长2.986千米，最大坝高11米。总库容0.98亿立方米，正常蓄水位时水面面积16.74平方千米，平均水深6米。希尼尔水库主要任务是向库尔勒市和尉犁县的2.7万公顷农田提供灌溉用水，同时对铁门关水电站起反调节作用，并承担向塔里木河下游供水的任务。